# 李泰祥
李 泰祥（リー・タイシャン、Li Tai-hsiang、1941年2月20日 – 2014年1月2日）は、台湾アミ族のミュージシャン、フォークソングライターである。台東庁台東郡台東街（現・台東県台東市）出身。代表作は『橄欖樹』、『歓顔』、『你是我所有的回憶』、『一條日光大道』、『錯誤』、『告別』など。
2014年1月2日、李泰祥は、新北市新店慈済病院で多臓器不全のため死去した。72歳だった。